# Anjeles Iztueta Azkue
Anjeles Iztueta Azkue (16 d'octubre de 1954, Tolosa, Guipúscoa) és una política i matemàtica basca. És membre del partit polític Eusko Alkartasuna. És llicenciada en Ciències Matemàtiques, especialitada en estadística per la Universitat de Valladolid.

## Trajectòria professional
De 1977 a 1982 va ser professora d'Estadística i Matemàtiques a la Facultat d'Economia i Empresa de la Universitat del País Basc i a la Universitat de Deusto. A partir de 1982 i durant 7 anys va estar al càrrec de Metodologia Estadístico-Matemàtica a l'Institut Basc d'Estadística (Eustat) i de 1989 a 1993, va treballar en Planificació i Documentació de Recerca a l'Institut Basc de la Dona, EMAKUNDE. Finalment fins a 2018 va ser responsable de Metodologia Estadístico-Matemàtica, Innovació, Desenvolupament i Innovació de (Eustat).

## Trajectòria política
De 1999 a 2001 va ser viceconsellera d'Assumptes Socials del Govern Basc. El 2001, va ser Consellera de Justícia, Ocupació i Assumptes Socials del Govern Basc. De 2001 a 2005 va ser Consellera d'Educació, Universitats i Recerca del Govern Basc presidit per Juan Jósé Ibarretxe.
Va ser vicepresidenta d'Eusko Ikaskuntza d'Àlaba i membre del Consell d'Administració d'Innobasque.

## Llibres
Iztueta va publicar dos llibres en els seus primers anys a la Universitat Basca d'Estiu:
- Anàlisi de la variància (1979)
- Estadística: Anàlisi multivariante en components principals (1978)

La base de dades Inguma de la comunitat científica basca conté més de 15 treballs d'ella.